# GEF
Den Globala miljöfonden (The Global Environment Facility, GEF) är en mellanstatlig organisation som etablerades 1992 under Riokonferensen. Sedan augusti 2012 är Naoko Ishii den Globala miljöfondens VD och ordförande. Organisationens syfte är att tillhandahålla bidrag till utvecklingsländer för projekt och program som gynnar den globala miljön och främjar hållbar utveckling i lokala samhällen. GEF fungerar också som finansiell mekanism åt fem konventioner: Konventionen om biologisk mångfald, Förenta Nationernas klimatkonvention, Stockholmskonventionen om långlivade organiska föroreningar, FN:s konvention om bekämpning av ökenspridning och Minamatakonventionen om kvicksilver. Fonden beviljar stöd till projekt som handlar om biologisk mångfald, klimatförändring, internationella vatten, landförstöring, ozonlagret och långlivade organiska miljögifter.  

## Projekttyper
GEF-projekt bedrivs inom sex komplexa globala miljöområden:
- Biologisk mångfald
- Klimatförändring
- Internationella vatten
- Landförstöring
- Ozonlagret
- Långlivade organiska miljögifter (Persistent Organic Pollutants - POPs)
- GEF-projektinformation

Sedan 1992 har GEF tillhandahållit medel för mer än 4 700 projekt i 170 länder. Organisationen har anslagit nära 20 miljarder dollar för egna projekt och har bidragit med 107 miljarder dollar till projekt i samarbete med andra.